# Einbruchschutz

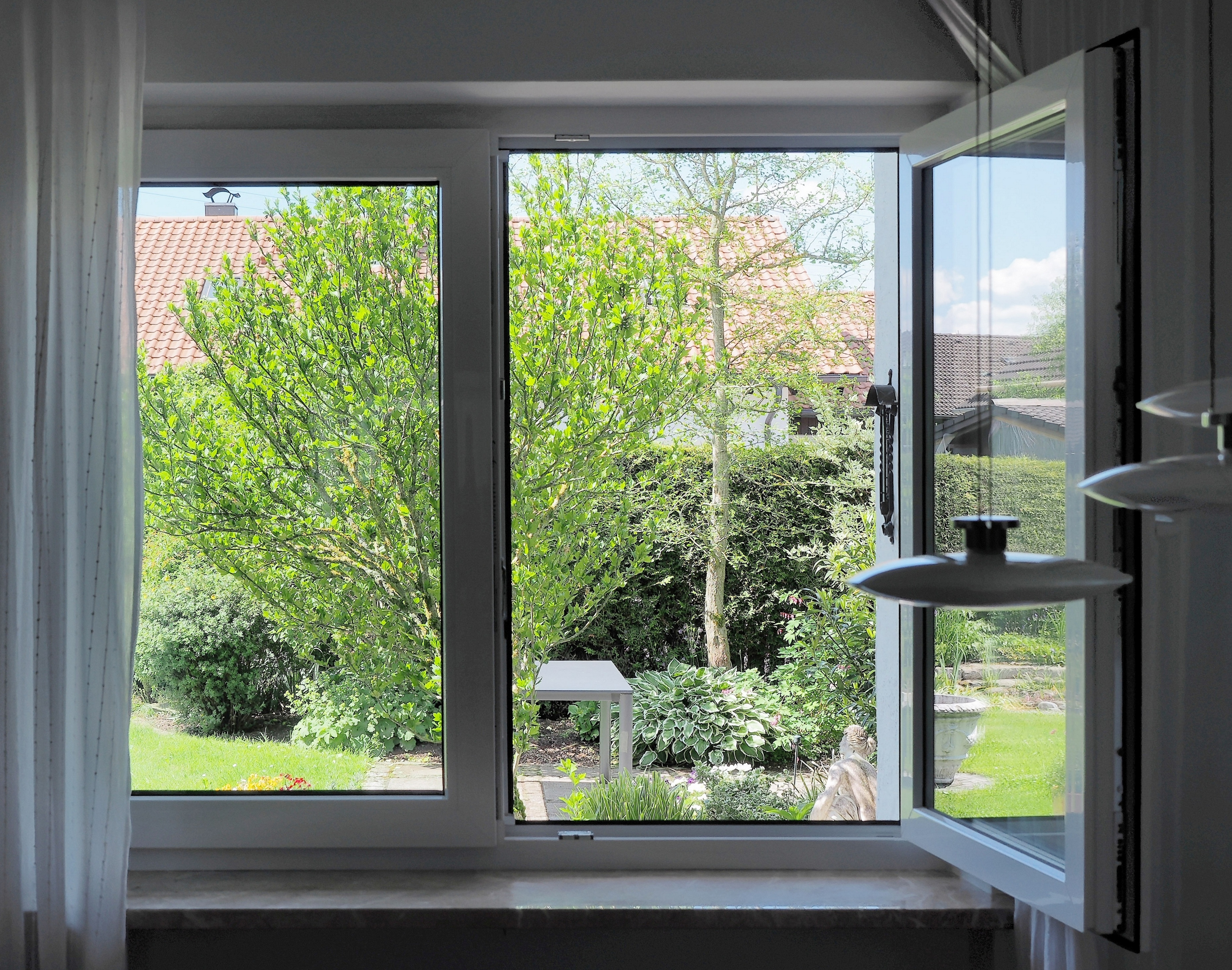
Geöffnete Fenster erleichtern Einbrechern ihr kriminelles Tun

Maßnahmen zum Einbruchschutz sollen das unerlaubte Eindringen in einen verriegelten Raum oder Bereich verhindern (Einbruch). Einen guten Einbruchschutz erreicht man durch ein aufeinander abgestimmtes Zusammenwirken von mechanischer und elektronischer Sicherungstechnik, richtiges Verhalten sowie personelle und organisatorische Maßnahmen.

## Rechtliche Situation
Ein besonders schwerer Fall des Diebstahl bzw. ein Wohnungseinbruchdiebstahl nach den § 243, § 244 des deutschen Strafgesetzbuchs (StGB) liegt vor, wenn der Täter zur Ausführung der Tat in ein Gebäude, einen Dienst- oder Geschäftsraum, in einen anderen umschlossenen Raum oder in eine Wohnung einbricht, einsteigt, mit einem falschen Schlüssel oder einem anderen nicht zur ordnungsmäßigen Öffnung bestimmten Werkzeug eindringt oder sich in der Wohnung verborgen hält.
Wer in der Schweiz einen Einbruch verübt, macht sich nach Art. 139 StGB wegen Diebstahl, Hausfriedensbruch, und/oder zusätzlich wegen Sachbeschädigung strafbar. In Österreich begeht man gemäß § 129 StGB (Diebstahl durch Einbruch oder mit Waffen) eine Straftat.

## Einbruchstatistiken

### Österreich 2018
In Österreich gab es 2018 insgesamt 472.981 angezeigte Einbruchdiebstähle, Kfz- und Taschendiebstähle. Das bedeutet einen Rückgang von 7,4 Prozent im Vergleich zum Vorjahr. Was Einbrüche in Wohnungen und Wohnhäusern betrifft, beläuft sich der Rückgang seit 2017 sogar auf 17,1 Prozent. Gleichzeitig hat sich die Aufklärungsquote von Einbrüchen auf 18, 4 Prozent verbessert, während diese Rate im Vorjahr nur 14,5 Prozent betragen hatte.
Einen deutlichen Anstieg ist allerdings im Bereich Trickbetrug zu verzeichnen. Beim Trickbetrug verschaffen sich Unbefugte durch Tricks Zugang zu fremden Wohnungen oder Häusern, um diese auszurauben. Hier gibt es seit 2015 einen Anstieg der angezeigten Fälle von 57,3 Prozent. Dabei ist der sogenannte "Enkeltrick" oder "Neffentrick" besonders oft aufgetreten, bei dem sich Menschen als Angehörige ihrer Opfer ausgeben. Auf diese Art verschaffen sie sich Zutritt in den jeweiligen Wohnbereich um einen indirekten Einbruch durchzuführen.

### DACH-Region 2013
Die Zahl der „Wohnungseinbruchdiebstähle“ stieg 2013 in Deutschland um 3,7 Prozent auf 149.500 Fälle an. Im Jahre 2014 setzt sich der Trend fort, insgesamt 152.000 gemeldete Einbrüche und damit ein Rekordwert. Vor allem stiegen hierbei auch die „Tageswohnungseinbrüche“ (Einbruchdiebstähle zur Tageszeit) um 5,8 Prozent an. Mittlerweile finden fast 44 Prozent der Wohnungseinbrüche in Deutschland tagsüber statt. Die meisten Tageswohnungseinbrüche ereignen sich in Großstädten. Laut der Polizeilichen Kriminalstatistik 2013 ist aber auch der Anteil der vollendeten Einbrüche stetig gesunken. Die Polizei schließt hierbei auf die Verbesserungen der Sicherungsmaßnahmen im privaten Bereich sowie der entsprechenden Präventionsaktionen der Polizei. Über 40 Prozent (2013) der Einbrüche bleiben in Deutschland im Versuchsstadium stecken, auch wegen sicherungstechnischer Einrichtungen. Anfragende erhalten unter anderem bei den Polizeilichen Beratungsstellen in Deutschland, Österreich und der Schweiz eine individuelle Beratung in puncto Einbruchschutz und Sicherheit.
Während in Österreich die Zahl der Einbrüche in den letzten Jahren kontinuierlich zurückging, steigerte sie sich von 2012 auf 2013 um 7 % auf 16.548. Auch in der Schweiz stieg die Zahl der Einbrüche in den letzten Jahren konstant (2012: um +16 % auf 73.714), wobei in der Schweiz auf 100.000 Einwohner im Verhältnis 932 Einbrüche kommen, was den Spitzenwert in Europa darstellt.
Die entsprechenden Maßnahmen zum Einbruchschutz richten sich nach den Gegebenheiten der Gebäude sowie den Risikofaktoren. So verschaffen sich Einbrecher bei Einfamilienhäusern in 41,8 Prozent der Fälle den Zugang über Balkon- und Terrassentüren und in Mehrfamilienhäusern. In 46,9 Prozent der Fälle geschieht dies über die Wohnungstür. In Geschäftsgebäuden gelangen die Täter zumeist (35,5 Prozent) über (Laden-)Fenster ins Innere. Insgesamt wurden 2013 vermehrt Boden-, Kellerräume und Waschküchen zum Tatort (+11,2 Prozent Anstieg zum Vorjahr).
Mit folgenden Maßnahmen können beispielsweise Einbrüche erschwert oder verhindert werden:

## Maßnahmen

### Verhaltensmaßnahmen
Auch einfache Verhaltenmaßnahmen können zum effizienten Einbruchschutz beitragen. Zu diesen Maßnahmen gehört beispielsweise der Anwesenheitsschutz, wie Türspione, Türketten oder Gegensprechanlagen. Er kann den Bewohnern helfen zu entscheiden, ob sie eine Person einlassen möchten oder nicht. Daneben soll bei zeitweiliger Abwesenheit die Anwesenheitssimulation dem Schutz vor einem Einbruch dienen. Allgemeingültige Verhaltenshinweise für richtiges Verhalten in einer Einbruchssituation gibt es nicht. Eine Konfrontation mit dem Einbrecher kommt nur selten vor. Auf frischer Tat ertappte Einbrecher werden oft nur gewalttätig, um sich einen Fluchtweg zu verschaffen. Generell wird jedoch seitens Fachstellen empfohlen, sich in Einbruchssituationen ruhig zu verhalten und als Erstes die Polizei zu verständigen. Des Weiteren wird einem nahegelegt, das Haus bzw. die Wohnung, soweit möglich, unbemerkt zu verlassen und sich bei einem Nachbarn zu verstecken, bis die Polizei eintrifft.

### Mechanische Sicherungen

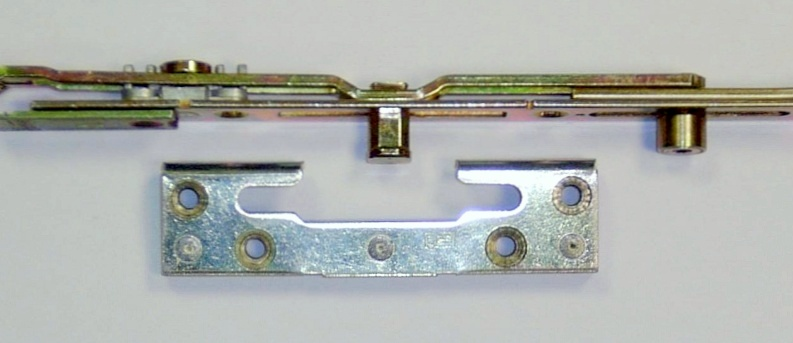
Pilzkopfverriegelung

Mechanische Sicherungstechnik sind die wesentliche Voraussetzung für einen wirksamen Einbruchschutz. Sie verlangsamen oder verhindern den Einbruch und/oder bewirken, dass beim Einbruch mehr Lärm entsteht. Elektronische Sicherungen, wie Einbruchmeldeanlagen, verhindern dagegen keinen Einbruch, sondern melden ihn nur.
Eine Sicherheitstür kann je nach Widerstandsklasse den Einbruch erheblich erschweren oder sogar nahezu unmöglich machen. Nachträglich können Türen durch Balkenschlösser, Querriegelschlösser und Kastenschlösser gesichert werden. Hinterhaken oder Scharnierseitensicherungen verhindern, dass eine Tür an der Bänderseite mit Gewalt aufgedrückt oder aus den Türbändern (Angeln) gehoben werden kann (sog. Aushebesicherung). Das Sicherheitsschloss kann durch einen Aufbohrschutz oder Schutzbeschlag zusätzlich geschützt werden. Außerdem empfiehlt es sich, für den Schließzylinder eine Sicherungskarte anzuschaffen, was Nachbestellungen von Schlüsseln legitimiert und damit zusätzliche Sicherheit bietet.
Sicherheitstüren bestehen aus einem abgestimmten System aus einem stabilen Türenblatt, der Zarge, dem Zylinder und einer sicheren Verriegelung.
Einbruchhemmende Fensterbeschläge, die mit pilzkopfförmigen Zapfen bestückt sind und mit entsprechenden Schließteilen einen hohen Aushebelschutz bewirken, nennt man Pilzkopfverriegelung.

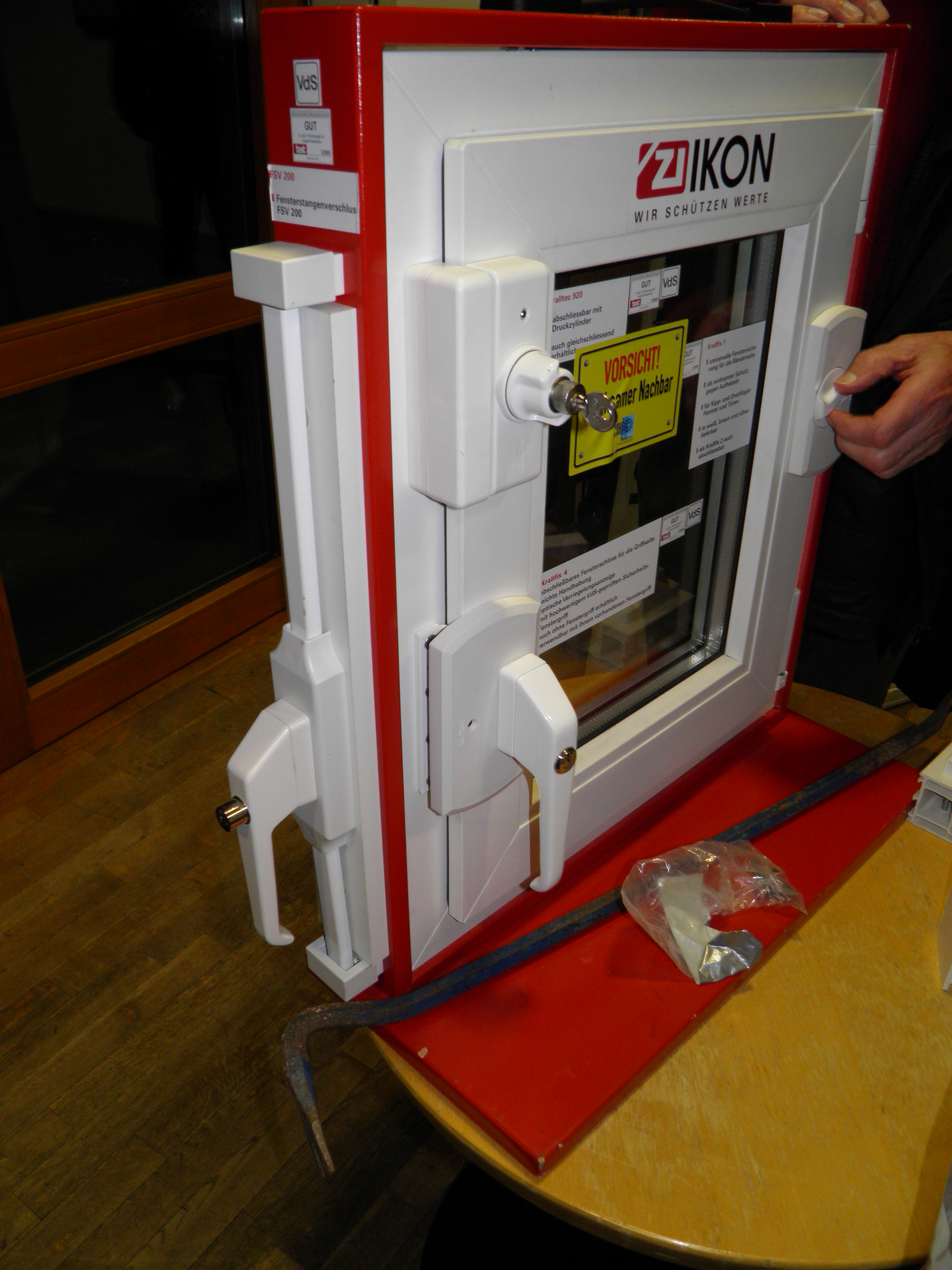
Einbaubare Einbruchsicherung

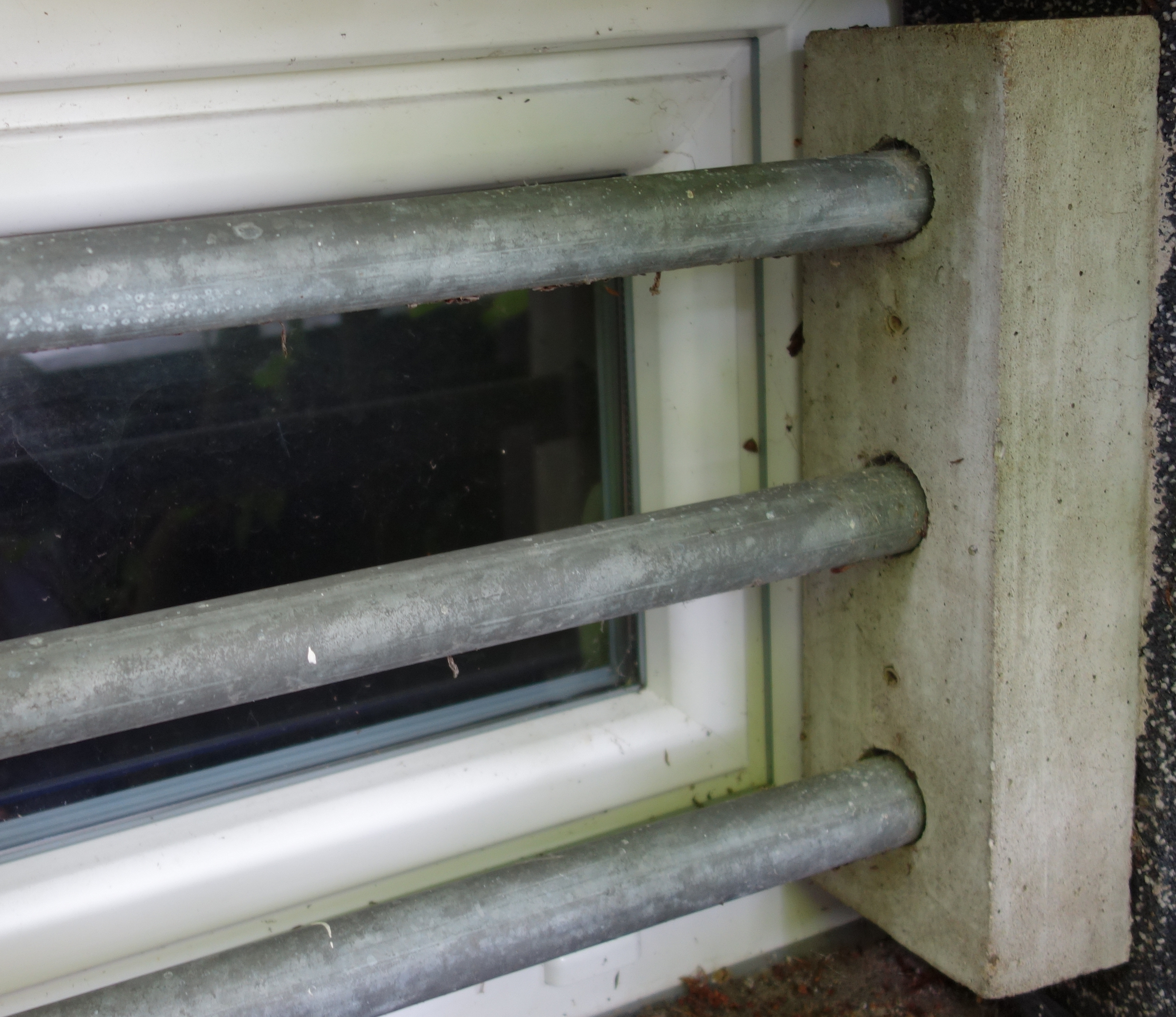
Mechanische Außensicherung eines Kellerfensters: 3,5 cm dicke Stahlstangen sind beidseitig in Stahlbetonbalken, die im Mauerwerk verankert sind, eingelassen.

Bei geprüften Einbruchhemmenden Rollladensystemen werden die Widerstandsklassen ER1 (neue Bezeichnung RC1N nach EN 1627–1630) (kaum Einbruchhemmung) bis ER6 (neue Bezeichnung RC6 nach EN 1627–1630) (hohe Einbruchhemmung) vergeben. Verbund-Sicherheitsglas („VSG“) ist ein Verbundglas: eine Kunststofffolie verbindet zwei Glasscheiben. Vergitterte Fenster schützen ebenfalls vor Einbrechern.
Keller- oder Lichtschächte sind häufige Einstiegstellen. Lichtschachtsicherungen erschweren den Einbruch, zum Beispiel ein von unten fixiertes Gitterrost.

#### Politische Unterstützung
Ein genormter Einbruchschutz für Neubauten ist gesetzlich in Deutschland im Gegensatz zu den Niederlanden nicht vorgeschrieben.
Bei einer Konferenz im Jahr 2015 konnten sich die Innenminister von Bund und Ländern nach Kritik der Innenminister aus Hessen und Bayern nicht auf eine derartige Forderung einigen. Eine entsprechende Maßnahme soll jedoch geprüft werden. Nach Studien sind rund zwei Drittel aller deutschen Wohnungen nicht speziell gegen Einbrüche gesichert.

### Elektronische Überwachung

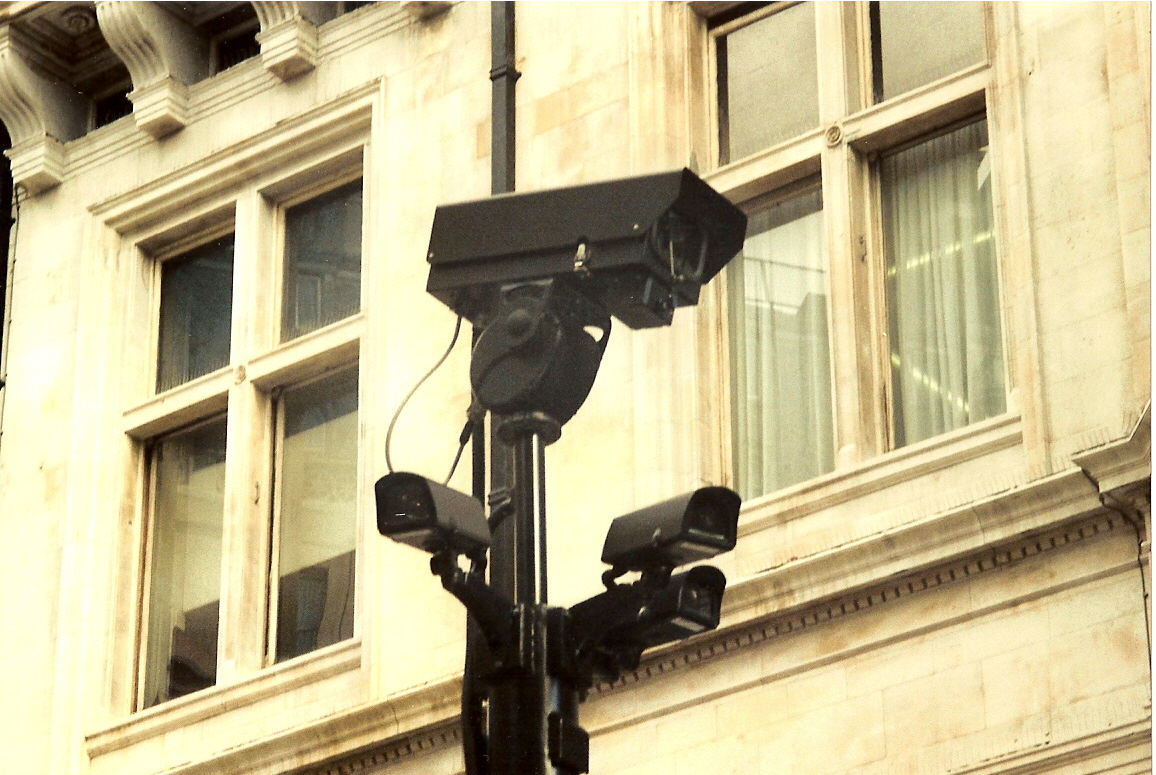
Videoüberwachung

Elektronische Überwachungen (oft fälschlicherweise als elektronische Sicherungstechnik oder elektronische Sicherung bezeichnet) dienen dem Erkennen oder Melden von Gefahren (z. B. bei Überfall oder bei Einbruch) bzw. der Beobachtung von Orten. Sie verhindern zwar keinen Einbruch, doch ihre Meldewirkung erhöht das Risiko für Einbrecher, entdeckt zu werden. Erfahrungsgemäß lassen sich potenzielle Täter oft von vornherein abschrecken, wenn sie feststellen, dass eine Einbruchmeldeanlage (EMA, sogenannte Alarmanlage) oder eine Überfallmeldeanlage (ÜMA) installiert ist. Sie dienen der Erkennung und Meldung von Einbrüchen bzw. der Alarmierung von Wachdiensten oder der Polizei bei einem Überfall. Die Beachtung der Zwangsläufigkeit bei einer Einbruchmeldeanlage reduziert Falschalarme auf ein Minimum. Das Melden kann durch laute Signalgeber (Sirenen) an die unmittelbare Umgebung erfolgen oder als „stiller Alarm“ mittels einer Übertragungseinrichtung an zuvor festgelegte (gespeicherte) Zielrufnummern. Einen Alarm, der ausschließlich zur Abschreckung der Täter durch ein akustisches oder optisches Signal eingesetzt wird, nennt man Externalarm. Wird der Alarm durch die Alarmanlage an einen Sicherheitsdienst übertragen, spricht man von einem Fernalarm.
Fernalarme werden in der Regel an eine Alarmempfangsstelle (AES) und von dort an eine Notruf- und Serviceleitstelle (NSL) übertragen. Um die Ursache des Alarms zu ergründen, muss danach zunächst eine Alarmverifikation erfolgen. Je nach Ursache werden dann die entsprechenden Maßnahmen eingeleitet.
Besteht nach einer qualifizierten Alarmvorprüfung durch die NSL bzw. einer Alarmvorprüfung vor Ort durch eine Interventionsstelle (IS) eine hinreichende Sicherheit für einen tatsächlichen Alarm, kann die Polizei ggf. ohne weitere Vorprüfung des Alarms entsprechend alarmiert werden (siehe auch DIN VDE 0833-3-1). Hinweis: Sollte es sich trotz Verifikation um einen Falschalarm handeln, ist mit Gebühren der Polizei für unnötige Einsätze zu rechnen. Sämtliche Alarmvorprüfungs- und Interventionsmaßnahmen sind von der NSL in einer Alarmdienst- und Interventionsvereinbarung zu dokumentieren. Die NSL und die IS sollen von einer zur Prüfung nach DIN EN ISO/IEC 17025 und Zertifizierung nach DIN EN ISO/IEC 17065 akkreditierten Stelle für den Bereich Notruf- und Serviceleitstellen und Sicherungsdienstleistungen (unter Beachtung der DIN 77200-3) auf Grundlage der DIN VDE V 0827-11 (für die NSL) bzw. der DIN 77200-1 Anforderungsprofil B oder C (für die IS) geprüft und zertifiziert (z. B. durch VdS Schadenverhütung (VdS)) sein.
Eine direkte Alarmübertragung zur Polizei ist nur in bestimmten Fällen möglich. Dies ist in der sogenannten ÜEA-Richtlinie geregelt.
Sogenannte Alarmanlagen mit Infraschall- bzw. Luftdruck-, Luftvolumen- oder Raumresonanzfrequenz-Technik arbeiten mit einer Art „Druckmesser“, womit beim Öffnen von z. B. Fenstern oder Türen kurzzeitig entstehende geringe Luftdruckschwankungen erkannt werden und zum Alarm führen sollen. Druckschwankungen (Infraschallwellen) treten jedoch auch z. B. bei Gewitter oder starkem Wind auf. Aufgrund dessen kann es häufig zu Falschalarmen kommen, die auch durch Veränderung der Einstellung der Empfindlichkeit nicht behoben werden können, da sonst die Gefahr besteht, dass ein Einbruch nicht erkannt werden kann. Aus diesem Grund werden solche Anlagen nicht von den einschlägigen Verbänden sowie von der Polizei empfohlen. Zudem entsprechend sie nicht den einschlägigen Normen für Einbruchmeldeanlagen (EMA) nach DIN VDE 0833-3 bzw. Gefahrenwarnanlagen (GWA) nach DIN VDE V 0826-1.
Videoüberwachungsanlagen dienen der Beobachtung mit optisch-elektronischen Einrichtungen. Eine Vielzahl von Gesetzen definiert, wer Videoüberwachung unter welchen Rahmenbedingungen einsetzen darf bzw. muss. Die Zulässigkeit der Videoüberwachung ist speziell davon abhängig, wer diese einsetzt. Generell wird zwischen privater und staatlicher Videoüberwachung unterschieden.

### Sonstige Maßnahmen
Eine Kombination aus mechanischen und elektronischen Sicherungen erhöht den Einbruchschutz. Zudem gibt es ergänzende Maßnahmen; dazu gehört eine Zutrittskontrolle. Diese steuert den Zutritt über ein vom Betreiber festgelegtes Regelwerk, damit nur berechtigte Personen Zugang zu den für sie freigegebenen Bereichen in Gebäuden oder geschützten Arealen auf einem Gelände erhalten.
Einbrecher meiden oft gut beleuchtete Grundstücke. Deshalb haben sich Außenbeleuchtungsanlagen – mit oder ohne Bewegungsmelder – als Abschreckung bewährt. Zäune und Mauern können Menschen daran hindern, ein Gebiet zu betreten oder zu verlassen. Tresore schützen Geld, Wertsachen oder sonstige Gegenstände vor Diebstahl und/oder Feuer. Eine zuvor durchgeführte Wertsachenerfassung (Fotos, Wertgegenstandsliste) erleichtert nach einem Diebstahl die Auffindung entwendeter Gegenstände. Ein Wachhund hat die Aufgabe, ein Revier selbständig, also ohne direkte Einwirkung eines Hundeführers, zu bewachen. Objekte können zudem durch einen Wach- und Sicherheitsdienst geschützt werden. Seit den 1980er Jahren hat sich die Dienstleistung Haushüter auch in Deutschland verbreitet. Eine gut funktionierende Nachbarschaftshilfe kann ebenfalls die Wahrscheinlichkeit eines Einbruchs vermindern.

## Einbruchschutznormen
Es gibt diverse nationale und europäische Normen zur Einbruchshemmung. Sie regeln unter anderem Anforderungen, Prüfverfahren und Klassifizierung zur Ermittlung der Widerstandsfähigkeit. Nachfolgend werden bedeutsame Normen erläutert. Die Europäische Normenreihe EN 1627–1630 beschreibt Anforderungen und Klassifizierungen, definiert die statischen und die dynamischen Belastungen und beschreibt manuelle Einbruchversuche.

### EN 1627: Prüfnorm für Fenster, Türen, Vorhangfassaden, Gitterelemente, Abschlüsse
Anforderungen und Klassifizierung bezüglich Einbruchhemmung: Die EN 1627 für Türen, Fenstertüren und Fenster gilt seit 1999, zunächst als Vornorm ENV 1627:1999, und seit April 2006 auch als Normentwurf prEN 1627:2006-04. In Deutschland wurde die Vornorm als DIN V ENV 1627:1999 sowie der Normentwurf als E DIN EN 1627:2006-04 veröffentlicht. Seit 2011 gilt die Europäische Norm EN 1627, aktuelle Ausgabe 2021, (in Deutschland als DIN-Norm DIN EN 1627, Ersatz für DIN 18106).

#### Widerstandsklassen
Die Norm definiert Widerstandsklassen, Widerstandszeiten (Zeit, die ein Produkt einem Einbruch standhält), Tätertypen und den Modus Operandi. Die Widerstandsklassen werden seit September 2011 mit „RC“ für „resistance class“ bezeichnet. Neu eingeführt wurde die Widerstandsklasse RC 2 N, die bereits mit Standardfensterglas erfüllt werden kann. In Neu- und Umbauten ist ab der Widerstandsklasse RC 2 (für Bauteile ohne Glas bereits ab RC 2 N) sichergestellt, dass es in der Gesamtkonstruktion (Rahmen, Beschlag, Verglasung bzw. Türblatt, Zarge, Schloss und Beschlag) keinen erheblichen Schwachpunkt gibt.
| Widerstandsklasse nach EN 1627:2021 | Widerstandsklasse nach DIN 18106:2003-09 | Widerstandsklasse nach DIN V ENV 1627:1999-04 | Widerstandszeit                                              | Tätertyp / Vorgehensweise (Modus Operandi) |
| ----------------------------------- | ---------------------------------------- | --------------------------------------------- | ------------------------------------------------------------ | --- |
| RC 1 N                              | -                                        | -                                             | Nur statische und dynamische Prüfung, keine manuelle Prüfung | Bauteile der Widerstandsklasse weisen einen begrenzten bis geringen Grundschutz gegen Aufbruchversuche mit körperlicher Gewalt (vorwiegend Vandalismus) wie Gegentreten, Gegenspringen, Schulterwurf, Hochschieben und Herausreißen auf. Zudem wird ein maximal drei Minuten langer zerstörungsfreier Manipulationstest mit Kleinwerkzeugen zur Demontage von außen abschraubbarer Komponenten als Vorbereitung der weiteren Prüfungen durchgeführt. Fenster der Klasse RC 1 N werden deshalb gegebenenfalls bei erhöhtem Einbau (beispielsweise im Obergeschoss) eingesetzt, wenn mangels Standfläche eine Aufstiegshilfe erforderlich ist. Die Klasse wird lediglich mit Standardfensterglas ausgeführt. |
| RC 2 N                              | WK2                                      | -                                             | 3 Minuten                                                    | Der Gelegenheitstäter versucht, zusätzlich mit einfachen Werkzeugen, wie Schraubenzieher, Zange und Keil, das verschlossene und verriegelte Bauteil aufzubrechen. Ein direkter Angriff auf die eingesetzte Verglasung ist nicht zu erwarten. Die Klasse wird lediglich mit Standardfensterglas (d. h. ohne Sicherheitsverglasung) ausgeführt. |
| RC 2                                | WK2                                      | WK2                                           | 3 Minuten                                                    | Der Gelegenheitstäter versucht, zusätzlich mit einfachen Werkzeugen, wie Schraubenzieher, Zange und Keil, das verschlossene und verriegelte Bauteil aufzubrechen. Eine Verglasung gemäß EN 356 ist ab der Klasse RC 2 vorgeschrieben. |
| RC 3                                | WK3                                      | WK3                                           | 5 Minuten                                                    | Der gewohnt vorgehende Täter versucht zusätzlich mit einem zweiten Schraubenzieher und einem Kuhfuß, das verschlossene und verriegelte Bauteil aufzubrechen. |
| RC 4                                | WK4                                      | WK4                                           | 10 Minuten                                                   | Der erfahrene Täter setzt zusätzlich Sägewerkzeuge und Schlagwerkzeuge, wie Schlagaxt, Stemmeisen, Hammer und Meißel, sowie eine Akku-Bohrmaschine ein. |
| RC 5                                | WK5                                      | WK5                                           | 15 Minuten                                                   | Der erfahrene Täter setzt zusätzlich Elektrowerkzeuge, wie z. B. Bohrmaschine, Stich- oder Säbelsäge und Winkelschleifer mit einem max. Scheibendurchmesser von 125 mm ein. Zusätzlich zur Klassifizierung nach EN 356 muss die Verglasung den direkten Angriff während der RC5-Prüfung überstehen. |
| RC 6                                | WK6                                      | WK6                                           | 20 Minuten                                                   | Der erfahrene Täter setzt zusätzlich leistungsfähige Elektrowerkzeuge, wie z. B. Bohrmaschine, Stich- oder Säbelsäge und Winkelschleifer mit einem max. Scheibendurchmesser von 250 mm ein. Zusätzlich zur Klassifizierung nach EN 356 muss die Verglasung den direkten Angriff während der RC6-Prüfung überstehen. |

In Klammern ENV 1627 Stand 1999. Die deutsche Polizei empfiehlt generell Produkte nach der EN 1627 ab der Widerstandsklasse RC 2 N.

### EN 356: Prüfnorm für angriffhemmende Verglasung
Die Vorgaben für das Glas sind in der Europäischen Norm EN 356 definiert. Normale Verglasungen haben keine einbruchhemmende Wirkung. Schutz bieten einbruchhemmende Verglasungen (Panzerglas bzw. Verbund-Sicherheitsglas), Sicherheitsfolien oder Vorsatzfenster nach der EN 356. Derartige Verglasungen bestehen aus einer Kombination von Glas und durchsichtigen Kunststoffen. Nach der Norm werden die Verglasungen mit aufsteigenden Nummer und dem Buchstaben P und einem zusätzlichen Kennbuchstaben bezeichnet. Der Kennbuchstabe A steht für durchwurfhemmende Verglasung und der Kennbuchstabe B für ein durchbruchhemmende Verglasung.

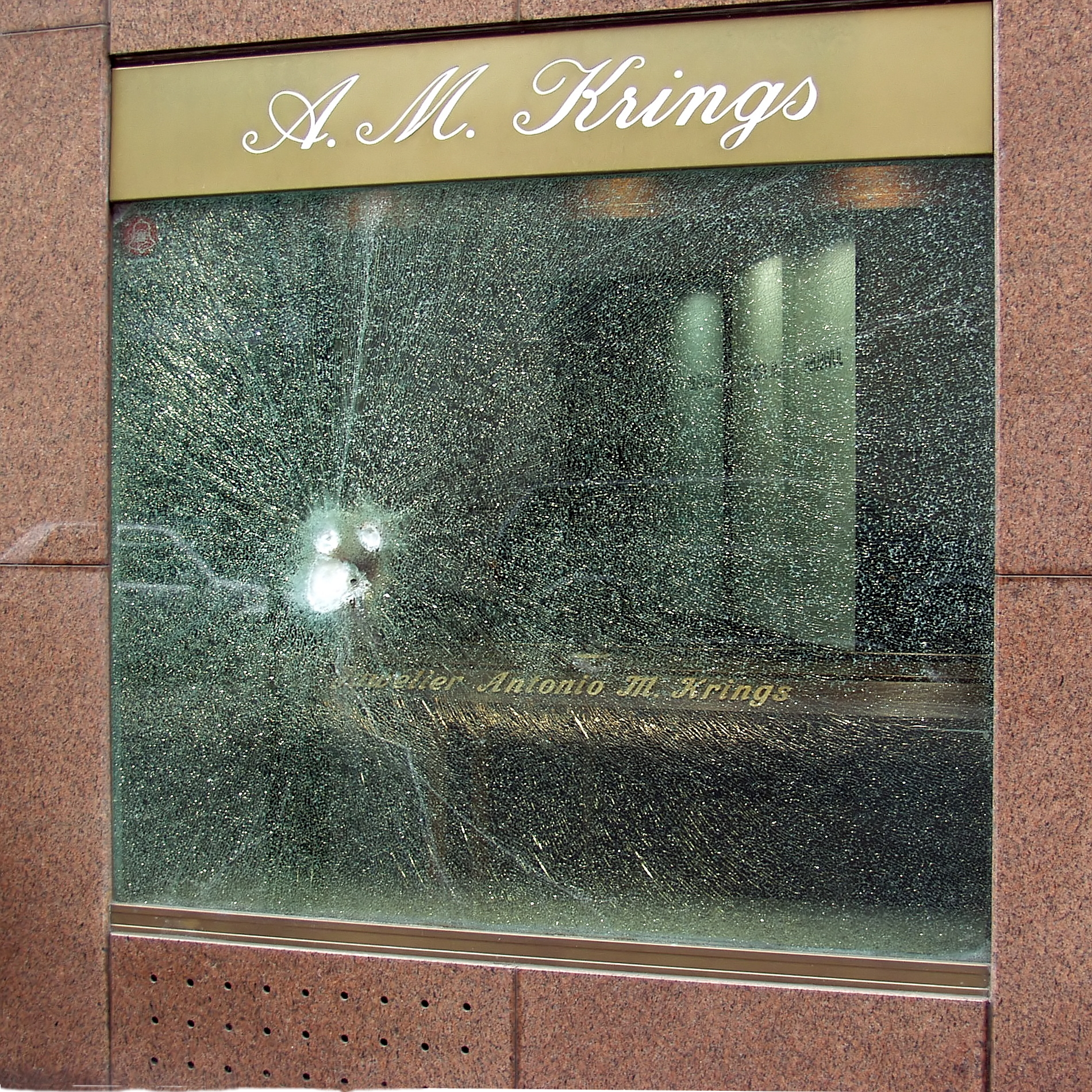
Angriffhemmende Verglasung nach einem Einbruchsversuch

Durchwurfhemmende Verglasung in den Klassen P1A bis P5A beschreibt eine angriffhemmende Verglasung mit Durchwurfhemmung. Im Prüfverfahren fällt eine 4,11 kg schwere Metallkugel (Durchmesser 100 mm) auf eine Glasprobe (1100 mm × 900 mm) dreimal (bzw. neunmal bei P5A) aus der angegebenen Höhe.
| Klasse | Kugelfallhöhe | Trefferfläche                      |
| ------ | ------------- | ---------------------------------- |
| P1A    | 1,5 m         | Dreieck mit Kantenlänge von 130 mm |
| P2A    | 3 m           | Dreieck mit Kantenlänge von 130 mm |
| P3A    | 6 m           | Dreieck mit Kantenlänge von 130 mm |
| P4A    | 9 m           | Dreieck mit Kantenlänge von 130 mm |
| P5A    | 9 m           | Auf die gleiche Stelle             |

Durchbruchhemmende Verglasung in den Klassen ab P6B bis P8B beschreibt eine angriffhemmende Verglasung mit Durchbruchhemmung. Im Prüfverfahren wird versucht mit einer Axt 30 bis über 70 Mal einen quadratischen Durchbruch mit 400 mm Kantenlänge zu bewirken.
| Klasse | Anzahl Axthiebe |
| ------ | --------------- |
| P6B    | 30 bis 50       |
| P7B    | 51 bis 70       |
| P8B    | über 70         |

### EN 50131-x: Alarmanlagen – Einbruch- und Überfallmeldeanlagen

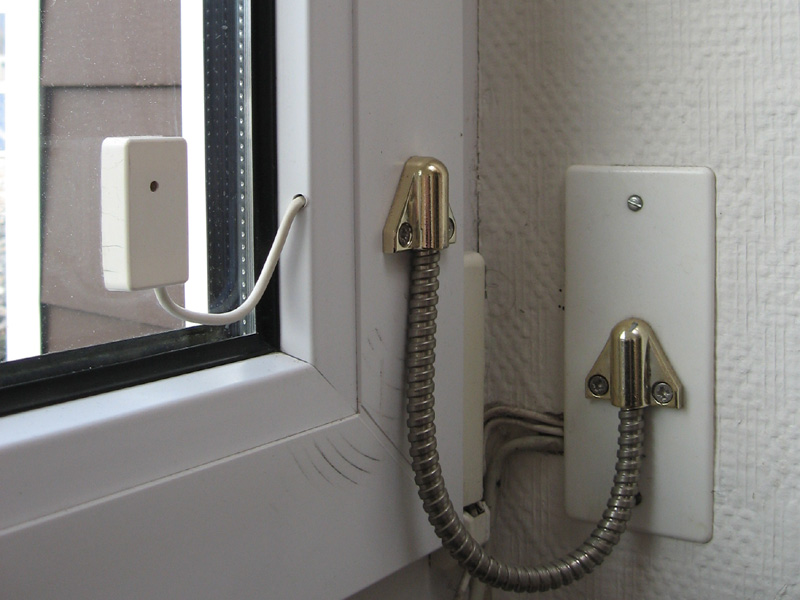
Passiver Glasbruchmelder

Diese Normreihe legt die Mindestanforderungen an Einbruchmeldeanlagen fest. Die grundsätzlichen Anforderungen sind im Teil 1 der Normenreihe enthalten. Dazu gehören unter anderem Anforderungen an die Bedienung, die Zuverlässigkeit, die Funktion und den Sicherheitsgrad. Der gewünschte Sicherheitsgrad (Grad 1 – Niedriges Risiko bis Grad 4 – Hohes Risiko) einer Anlage ist vom Planer in Zusammenarbeit mit dem Betreiber des zu überwachenden Objekts festzulegen. In den weiteren Teilen der Normenreihe werden die grundsätzlichen Anforderungen an die Komponenten sowie weitere Anforderungen im Zusammenhang mit Überfall- und Einbruchmeldeanlagen beschrieben.

### Weitere Normen (Einbruchhemmende Nachrüstprodukte, Schutzbeschläge)
Einbruchhemmende Nachrüstprodukte für Fenster und Türen werden in Deutschland nach der DIN 18104-1 einer praxisgerechten Einbruchprüfung unterzogen. Die DIN 18104-2 legt Anforderungen und Prüfverfahren für einbruchhemmende Nachrüstprodukte fest, die nachträglich im Falz von Fenstern oder Fenstertüren montiert werden. Geprüfte und zertifizierte Schutzbeschläge oder Schutzrosetten nach DIN 18257 sollen ein gewaltsames Abdrehen des Profilzylinders und einen mechanischen Angriff auf das Schloss wirksam erschweren.

## Weitere Richtlinien / Zertifizierungen

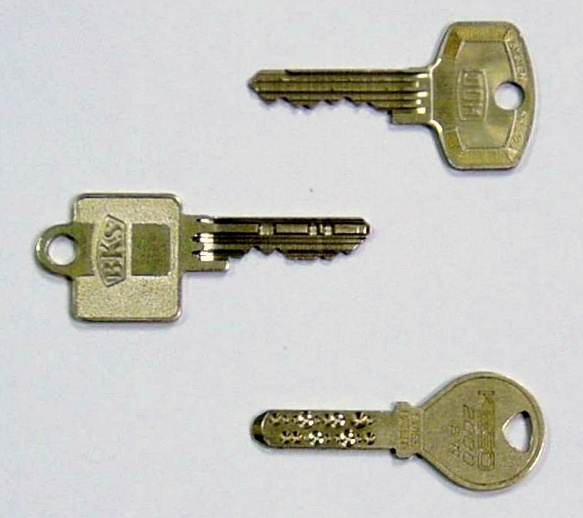
Schlüssel verschiedener Sicherheitsstufen

Die Richtlinien der angeführten Stellen werden von Fachbetrieben bei der Montage von Sicherheitsprodukten beachtet. Einbruchshemmende Produkte und technische Anlagen werden auch beispielsweise vom European Certification Body (ECB) und VdS Schadenverhütung (VdS) zertifiziert. Zu den weiteren Zertifizierungen- bzw. Normungsorganisation gehören:
- Bundesamt für Sicherheit in der Informationstechnik (BSI)
- Deutsches Institut für Normung e. V. (DIN)
- Deutsche Kommission Elektrotechnik Elektronik Informationstechnik (DKE)
- VDE Verband der Elektrotechnik Elektronik Informationstechnik (VDE)
- Stichting Kwaliteitscentrum Gevelbouw (Niederlande), die Zertifizierung (SKG) ist unter anderem auf Verpackungen von Schließzylindern angegeben.

## Polizeiliche Empfehlungen
Die polizeiliche Institution "Polizeiliche Kriminalprävention der Länder und des Bundes (ProPK) bietet Informationen an unter:
- https://www.polizei-beratung.de
- https://www.k-einbruch.de

sowie weitere Infoseiten der einzelnen Landeskriminalämter (siehe Weblinks).

## Förderung
Oft gibt es staatliche Förderprogramme zur Erhöhung des Einbruchschutzes, die finanzielle Zuschüsse auszahlen oder Steuer-Ermäßigungen gewähren. Zuschussprogramme müssen oft vor Kauf/Beauftragung/Beginn der Maßnahme beantragt werden.

## Weiterführende Literatur
- Günther Deegener: Psychische Folgeschäden nach Wohnungseinbruch, Erfahrungen von Opfern nach Einbruchsdiebstahl und Raubüberfall (Weisser Ring, Band 15), 1996, ISBN 3-9803526-4-1.
- Walter Diem: Einbruchschutz, 1997, Rowohlt, ISBN 3-499-60313-6.
- Hans-Werner Bastian: Einbruchschutz für Haus und Wohnung, 1998, Falken, ISBN 3-8068-2200-X.
- Erich Matouschek, Wolfgang J. Friedl, Revolutionärer Einbruchschutz, 2004, Boorberg, ISBN 3-415-02434-2.
- DIN e. V. (Hrsg.): Einbruchschutz – Normen, technische Regeln, Beuth, 2010, ISBN 3-410-17558-X.
- M&C Sicherheitstechnik KG: Mein Einbruchschutz – schützen auch Sie Ihr Zuhause effektiv gegen Einbrecher: Wertvolle Tipps gegen ungebetene Gäste. Fachblatt, Wien, 2019, ISBN 978-3-200-06491-1 https://www.schluessel24.at/wp/wp-content/uploads/2020/01/einbruchschutz.pdf